# Kenyaran
Kenyaran is een bestuurslaag in het regentschap Gayo Lues van de provincie Atjeh, Indonesië. Kenyaran telt 661 inwoners (volkstelling 2010).